# Saltasauridae
Die Saltasauridae sind eine Gruppe sauropoder Dinosaurier innerhalb der Titanosauria. Sie umfasst die abgeleitetsten (fortgeschrittensten) Titanosaurier und existierte in der späten Oberkreide bis zum Kreide-Tertiär-Massenaussterben vor etwa 66 Millionen Jahren.
Die innere Systematik der Titanosauria ist stark umstritten. So wird der Name Saltasauridae nicht von allen Forschern verwendet, und die Anzahl der zugeordneten Gattungen variiert je nach Autor. Häufig werden die Saltasauridae in zwei Untergruppen unterteilt: die Saltasaurinae, welche sehr kleinwüchsige Formen aus Südamerika wie Saltasaurus, Neuquensaurus, Rocasaurus und Bonatitan umfassen, sowie die Opisthocoelicaudiinae, welche Opisthocoelicaudia und Alamosaurus einschließen.
Dieser Artikel beschäftigt sich mit dem Taxon Saltasauridae aus kladistischer Sicht – für Merkmale und Biologie dieser Tiere siehe Hauptartikel: Titanosauria.

## Definitionen und Systematik
Das Taxon Saltasauridae wurde 1980 von José Bonaparte und Jaime Eduardo Powell aufgestellt. Die Gruppe ist definiert als knotenbasiertes Taxon (node-based-definition), das den letzten gemeinsamen Vorfahren von Opisthocoelicaudia und Saltasaurus sowie alle Nachfahren dieses Vorfahren mit einschließt (Wilson und Upchurch, 2003; Sereno, 1998). Fast alle Studien geben übereinstimmend an, dass Saltasaurus zusammen mit dem nahverwandten Neuquensaurus der abgeleitetste Titanosauria war. Als nächste Verwandte dieser auch als Saltasaurinae bezeichneten Gruppierung gelten Opisthocoelicaudia und Alamosaurus. Ob Opisthocoelicaudia und Alamosaurus jedoch eine monophyletische Gruppe bilden (Opisthocoelicaudiinae), wie beispielsweise von Sereno (1998) und Wilson (2002) vorgeschlagen, ist umstritten.
Die Saltasaurinae wurde von Powell (1992) aufgestellt. Sie wird definiert als alle Saltasauriden, die näher mit Saltasaurus loricatus verwandt sind als mit Opisthocoelicaudia skarzynskii (Wilson und Upchurch, 2003). Die Opisthocoelicaudiinae, aufgestellt von John McIntosh (1990), ist dagegen definiert als alle Saltasauriden, die näher mit Opisthocoelicaudia skarzynskii verwandt sind als mit Saltasaurus loricatus (Wilson und Upchurch, 2003).
Da die Verwandtschaftsbeziehungen innerhalb der Titanosauria sehr umstritten sind, variiert die Anzahl der der Saltasauridae zugeordneten Gattungen in verschiedenen Studien. Wilson (2002) ordnet der Saltasauridae die Opisthocoelicaudiinae, bestehend aus Opisthocoelicaudia und Alamosaurus, sowie die Saltasaurinae, bestehend aus Saltasaurus und Neuquensaurus zu. Häufig werden der Saltasaurinae außerdem Rocasaurus und Bonatitan zugeschrieben. Laut einer Analyse von Hocknull und Kollegen (2009) könnten auch die Gattungen Diamantinasaurus und Lirainosaurus Vertreter der Saltasauridae sein. Eine vorsichtige Klassifikation nach Upchurch und Kollegen (2004) ordnet der Gruppe lediglich die Gattungen Saltasaurus, Neuquensaurus und Opisthocoelicaudia zu, während Alamosaurus und Rocasaurus außerhalb der Gruppe geführt werden. Diese Autoren verzichten auf eine Unterteilung in die Untergruppen Saltasaurinae und Opisthocoelicaudiinae. Im Gegensatz zu den meisten anderen Analysen kommt Curry Rogers (2005) zu dem Ergebnis, dass Opisthocoelicaudia und Saltasaurus lediglich entfernt miteinander verwandt sind. Da die Saltasauridae laut ihrer Definition diese beiden Gattungen enthalten müssen, der letzte gemeinsame Vorfahre beider Gattungen jedoch laut der Analyse eine viel basalere Position im Stammbaum einnimmt, ordnet Rogers der Saltasauridae einen Großteil der Titanosauria-Gattungen zu, einschließlich beispielsweise Malawisaurus und Argentinosaurus.
Einige Studien verwenden alternative Namen für dieselbe Gruppe. Beispielsweise benutzt Upchurch (1998) den Namen Titanosauridae, um die Gruppierung Alamosaurus, Opisthocoelicaudia und Saltasaurus zu bezeichnen. Der Name Titanosauridae wird traditionell verwendet, um eine Gruppe fortgeschrittener Titanosauria zu bezeichnen. Viele Forscher erkennen diesen Namen jedoch nicht mehr an, da er als rangbasierendes Taxon auf Titanosaurus als nominotypischem Taxon fußt, welches jedoch oft wegen fehlender diagnostischer Merkmale als ungültig betrachtet wird.  Auch der Name Eutitanosauria könnte ein Synonym der Saltasauridae sein.  Manche Forscher verwenden alternative Definitionen und bezeichnen dieselbe Gruppe, die von anderen Forschern als Saltasauridae bezeichnet wird, als Saltasaurinae (z. B. Curry Rogers und Forster, 2001).

## Allgemeine Merkmale und Synapomorphien
Saltasauriden waren kleine bis mittelgroße Sauropoden. Die auf Südamerika beschränkte Saltasaurinae ist durch eine generell sehr geringe Körpergröße mit Längen zwischen 12 und 15 Metern gekennzeichnet und schließt einige der kleinsten bekannten Sauropoden mit ein. Während bei Saltasaurus Hautknochenplatten (Osteoderme) nachgewiesen wurden, fehlten diese wahrscheinlich bei Opisthocoelicaudia und Alamosaurus. Saltasauriden zeichnen sich durch relativ kurze Schwänze aus lediglich 35 Schwanzwirbeln sowie durch leicht nach außen gebeugte Gliedmaßen aus. Diese Merkmale finden sich bereits bei weniger abgeleiteten Titanosauriern, waren bei den Saltasauridae als abgeleitetste Sauropodengruppe jedoch am stärksten ausgeprägt.
Laut Upchurch und Kollegen (2004) lässt sich die Gruppe anhand folgender Merkmale von anderen Gruppen abgrenzen (Synapomorphien): So zeigt der Oberarmknochen (Humerus) einen gerundeten Kamm am oberen (proximalen) Ende. Die hinteren Rückenwirbel zeigen Parapophysen, die direkt unter den Diapophysen liegen. Die vorderen (proximalen) Schwanzwirbel zeigen bauchseits (ventral) breite und tiefe Senken (Fossae). Die Dornfortsätze der vorderen Schwanzwirbel sind breiter als hoch und sind aus verschiedenen Lamina kompliziert aufgebaut.